# デカルブ郡 (イリノイ州)
デカルブ郡（英: DeKalb County）は、アメリカ合衆国イリノイ州北部の郡である。人口は10万0420人（2020年）。郡庁所在地はシカモアであり、同郡で人口最大の都市はデカルブである。デカルブ郡はシカゴ都市圏に含まれる。

## 歴史
デカルブ郡は1837年3月4日にケーン郡から分離して設立された。郡名はアメリカ独立戦争の軍人であり、ドイツのババリア出身だったヨハン・デ・カルブに因んで名付けられた。デカルブ郡は広さ約632.7平方マイル (1,639 km2) あり、シカゴ市から西に100キロメートルに位置している。19の郡区に分割され、郡庁所在地はシカモア市である。
1834年から1837年、郡内の水流と森に沿った地域で白人による開拓が始まった。そこは肥沃な土壌であり、狩猟できる動物が居り、水が容易に得られた。鉄道が開通してから輸送手段が改善され産業が発展し始めた。主要企業として、サンドウィッチ製造会社、マーシュ・ハーベスター会社、バーブド・ワイアー、ガーラー兄弟ピュアミルクなどがあった。
デカルブ郡は常に農業が中心だった。1852年、デカルブブ農業協会の監督下、シカモアで最初の農業祭が開催された。農夫、事業家、銀行家、新聞発行者がデカルブ郡土壌改良協会を結成した。後にこの協会は2つに分かれ、デカルブ郡農園会とデカルブ農業協会になった。農園会運動の生まれた地とされている。

デカルブにあるノーザンイリノイ大学とマルタにあるキシュウォキー・カレッジによって、教育は地域で重要な役割を果たしてきた。サンドウィッチのサンドウィッチ催事広場では1887年以来毎年祭が開催されてきた。

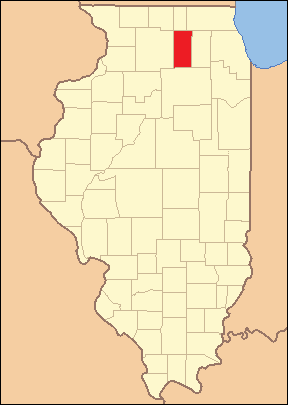
1837年創設時の郡領域、現在まで変化は無い

### 郡名の発音
ジョージア州の郡など、ディカブ ("DeKalb"、[dɪˈkæb] dee-KAB) と名付けられた地名はいくつかあるが、イリノイでは "L"を発音し、[dɪˈkælb] di-KALBと発音されている。

## 地理
アメリカ合衆国国勢調査局に拠れば、郡域全面積は634.66平方マイル (1,643.8 km2)であり、このうち陸地631.31平方マイル (1,635.1 km2)、水域は3.35平方マイル (8.7 km2)で水域率は0.53％である。

### 主要高規格道路
- 州間高速道路88号線
- アメリカ国道30号線
- アメリカ国道34号線
- イリノイ州道23号線
- イリノイ州道38号線
- イリノイ州道64号線
- イリノイ州道72号線

### 隣接する郡
- ブーン郡 - 北
- マクヘンリー郡 - 北東
- ケーン郡 - 東
- ケンドール郡 - 南東
- ラサール郡 - 南
- リー郡 - 西
- オーグル郡 - 西
- ウィネベーゴ郡 - 北西

## 気候と気象
近年、郡庁所在地であるシカモア市の平均気温は1月の10°F (-12 ℃) から7月の84°F (29 ℃) まで変化している。過去最低気温は1985年1月に記録された-27°F (-33 ℃) であり、過去最高気温は1988年8月に記録された103°F (39 ℃) である。月間降水量は2月の1.40インチ (36 mm) から6月の4.49インチ (114 mm) まで変化している。

## 人口動態

2000人口ピラミッド

以下は2000年国勢調査による人口統計データである
- 人口: 88,969人
- 世帯数: 31,674 世帯
- 家族数: 19,954 家族
- 人口密度: 54人/km2（140人/mi2）
- 住居数: 32,988軒
- 住居密度: 20軒/km2（52軒/mi2）

人種別人口構成
- 白人: 88.46%
- アフリカン・アメリカン: 4.59%
- ネイティブ・アメリカン: 0.22%
- アジア人: 2.35%
- 太平洋諸島系: 0.07%
- その他の人種: 2.74%
- 混血: 1.57%
- ヒスパニック・ラテン系: 6.55%

先祖による構成
- ドイツ系：25.6％
- アイルランド系：10.8％
- イギリス系：7.2％
- アメリカ人：5.9％
- ノルウェー系：5.0％

言語による構成
- 英語：90.8％
- スペイン語：5.7％

年齢別人口構成
- 18歳未満: 23.1%
- 18-24歳: 22.0%
- 25-44歳: 27.6%
- 45-64歳: 17.4%
- 65歳以上: 9.8%
- 年齢の中央値: 28歳
- 性比（女性100人あたり男性の人口）
  - 総人口: 98.2
  - 18歳以上: 96.5

世帯と家族（対世帯数）
- 18歳未満の子供がいる: 32.5%
- 結婚・同居している夫婦: 50.9%
- 未婚・離婚・死別女性が世帯主: 8.5%
- 非家族世帯: 37.0%
- 単身世帯: 25.5%
- 65歳以上の老人1人暮らし: 7.9%
- 平均構成人数
  - 世帯: 2.56人
  - 家族: 3.11人

### 収入
収入と家計
- 収入の中央値
  - 世帯: 45,828米ドル
  - 家族: 58,194米ドル
  - 性別
    - 男性: 41,111米ドル
    - 女性: 26,690米ドル
- 人口1人あたり収入: 19,462米ドル
- 貧困線以下
  - 対人口: 11.4%
  - 対家族数: 5.1%
  - 18歳未満: 7.1%
  - 65歳以上: 4.5%

## 郡区

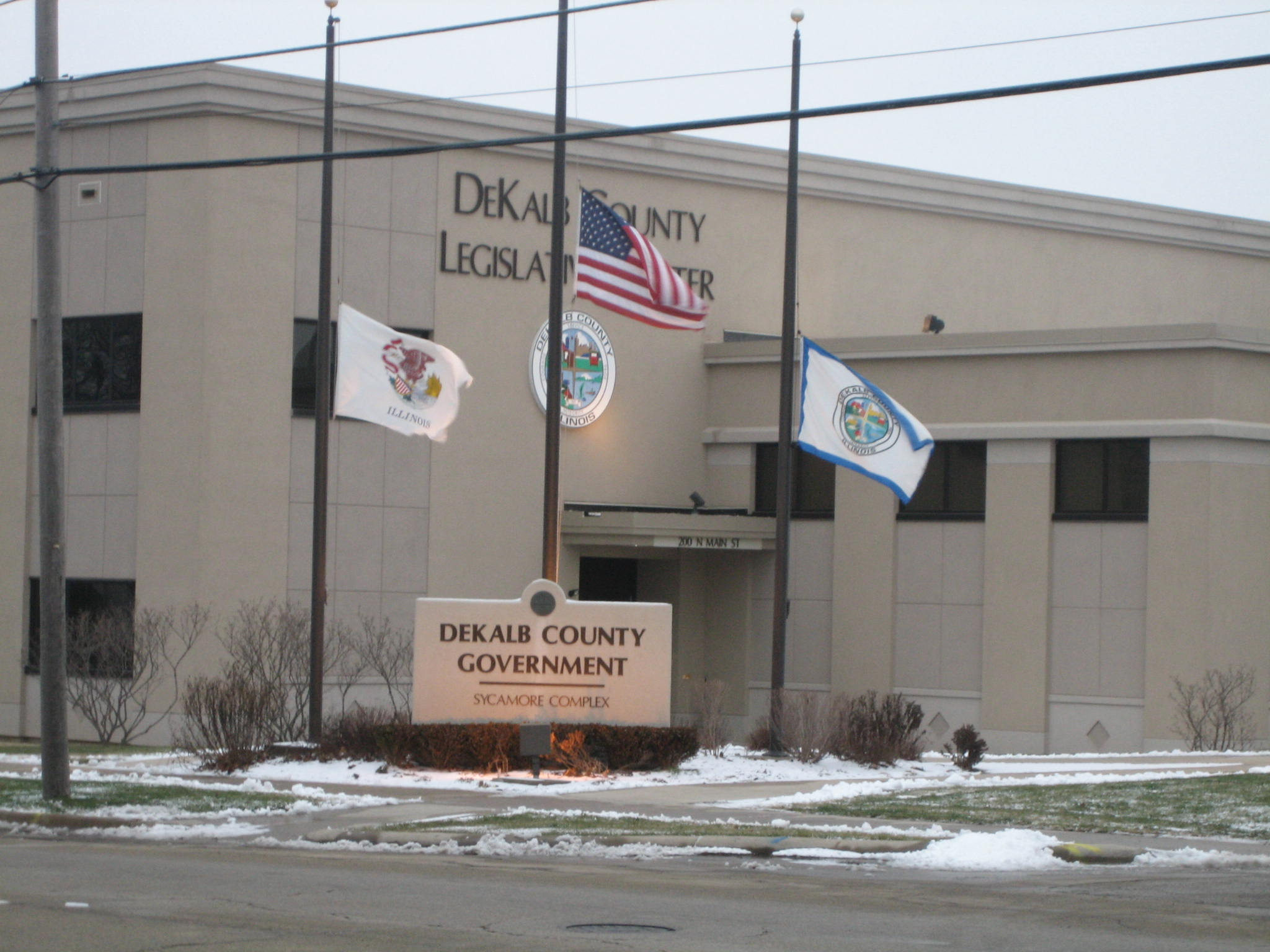
デカルブ郡議会センター

デカルブ郡は下記19の郡区に分割されている。
| - アフトン - クリントン - コートランド - デカルブ - フランクリン | - ジェノア - キングストン - マルタ - メイフィールド - ミラン | - パウパウ - ピアース - サンドウィッチ - シャボナ - ソモノーク | - サウスグローブ - スコーグローブ - シカモア - ビクター |

## 都市と町
- デカルブ
- シカモア - 郡庁所在地
- コートランド
- ジェノア
- ヒンクリー
- キングストン
- カークランド
- リー
- マルタ
- メイプルパーク - 大半ケーン郡
- サンドウィッチ - 北側4分の3が郡内
- シャボナ - 北側4分の3が郡内
- ソモノーク(north three-quarters)
- ウォーターマン

## 選挙区
- アメリカ合衆国下院議員イリノイ州第16選挙区
- イリノイ州下院第70選挙区
- イリノイ州下院第90選挙区
- イリノイ州上院第35選挙区
- イリノイ州上院第45選挙区

- 2011年の選挙区再編により、イリノイ州はアメリカ合衆国下院議員の数を19人から18人に減らされた。デカルブ郡の属する選挙区もこれに応じて変更されることになった。